# 긴테쓰 나라선
긴테쓰 나라선(일본어: 近鉄奈良線)은 일본 오사카부 히가시오사카시의 후세역과 나라현 나라시의 나라역을 연결하는 긴키 닛폰 철도 관할 철도 노선이다. 일반적으로는 긴테쓰 난바선과 긴테쓰 오사카선의 오사카우에혼마치역 - 후세역 구간을 포함하여 오사카난바역부터 긴테쓰나라역을 연결하는 운행계통의 호칭으로써 사용된다.

## 개요
1914년 개업한 긴테쓰의 직계 모체인 오사카 전기 궤도의 창업 노선이다.
이코마 산지를 신 이코마 터널 (3,494 m)로 지나 오사카부와 나라시를 최단 루트로 연결하고 있다. 개업 이후 오사카우에혼마치역을 출발역으로 해왔지만, 난바선이 1970년에 개통하면서 나라선의 실질적인 기점은 오사카난바역으로 옮겨졌다. 오사카 선 오사카우에혼마치역 - 후세역간은 방향별 복복선으로, 나라선과 오사카선의 열차가 함께 달린다.
한신 전기 철도의 니시오사카선이 오사카난바역까지 연장되고 한신난바선으로 개통한 2009년 3월 20일부터 오사카난바역을 통해 한신 산노미야역 - 긴테쓰나라역 간의 상호 직통 운전을 실시하고 두 역 사이를 최단 70분대로 연결한다.
1977년 오사카난바역부터 야에노사토역의 동쪽에 있는 자동차전용도로, 오사카부도 2호선 오사카 중앙 순환선(大阪府道2号大阪中央環状線) 부근까지 입체교차화가 완성되었고 2003년에는 야에노사토역 - 효탄야마역의 연속 입체 교차 사업이 착수되었다. 2010년 5월 30일 하행선이 완성되었고 2013년에 상행선이 완성될 예정으로 와카에이와역 · 가와치하나조노역 · 히가시하나조노역이 고가 역이다.
또한 문화청에 의한 헤이조 궁 흔적 정비 사업 계획 내를 횡단하고 있는 나라현도 104 호 다니다 나라 선 및 긴테쓰 나라선 이설이 포함되어 있으며, 앞으로는 야마토사이다이지역 주변을 포함하는 지하화 또는 이설 가능성이 있다.
전 선에서 스룻토 KANSAI 대응 카드와 PiTaPa 및 ICOCA를 이용할 수 있다. 또한 J 스루 카드가 각 역의 자동발매기에서 승차권을 교환하여 이용할 수 있다.

## 노선 정보
- 노선 명칭 상의 나라 선
  - 노선 거리 (영업 킬로) : 후세 - 긴테쓰나라역 26.7 km
  - 궤간 : 1435mm
  - 역수 : 19개
  - 복선구간 : 전선
  - 전철화구간 : 전선 전철화 (직류 1500V)
  - 폐색방식 : 자동폐색식
  - 최고속도 : 105 km/h

## 연선 풍경
난바선과 오사카선 구간을 포함한 전체 길이는 30 km 정도이다. 긴테쓰 간선 안에서는 짧은 노선에 해당하지만, 연선 풍경은 다양하고 풍부하다. 여기서는 오사카난바역에서부터 기술한다.
오사카난바역을 출발하여 센니치마에로(路)의 지하에서 동쪽으로 달려, 긴테쓰닛폰바시역 · 오사카우에혼마치역 지하로 이동한 후 단번에 고가로 올라 오사카 순환선의 고가를 아래로 통과하면 쓰루하시역에 도착한다. 쓰루하시 역 주변은 불고기 식당 등이 있는 코리아 타운이 들어서 있는 번화가이고, 점심 또는 저녁이 되면 기차까지 불고기의 고소한 향기가 올라온다. 또한 이 역의 불고기의 향기는 일본 환경성이 선정한 향기 풍경 100 선에 선정되어있다.
다음으로 주택 · 공장 · 빌딩군이 혼재하는 지역을 고가로 지나는 3면 4 선의 이마자토역(今里駅)이다. 국도 479호선(오사카 내순환선)을 지나 고도를 올려 가면 나라 선의 기점인 후세 역(布施駅)에서 오사카 선과 갈라진다. 그리고 히가시오사카시가 되어 점차 주변은 오래된 주택과 공장이 많아져 간다. 오사카히가시선과의 환승역 가와치에이와역, 하우스 식품 본사 소재지로 준급 정차역인 가와치코사카역, 2면 4 선이있는 야에노사토역에서 오사카 중앙 순환선의 중앙을 고가로 달리는 긴키 자동차도 아래를 지나면 왼쪽에 2010년 3월까지 영업해왔던 긴테쓰 하트가 있었다. 이 긴테쓰 하트는 과거 긴테쓰 타마가와 공장 부지를 쇼핑 센터화한 것이다. 이 근처에서 선로는 지상으로 내려간다. 여기서부터 히가시하나조노역까지의 왼쪽에는 곳곳에 교각이 늘어서 있다. 이것은 2013년 완성 예정의 고가화 공사의 공사 현장이다.
이 근처에서 점차 진행 방향으로 이코마 산이 다가온다. 와카에이와타역, 가와치하나조노역을 지나 럭비의 성지인 긴테쓰 하나조노 럭비장에서 가장 가까운 역인 준급 정차역인 히가시하나조노 역을 지나면 온치가와와 (일본) (오사카 외부 환상선)을 건너 2면 4선으로 중앙에 통과선을 가진 신칸센 형의 대피 역인 효탄야마역이다. 효탄야마 역을 나오면, 드디어 30 ‰ 이상의 연속 상구배가 계속되는 이코마 산을 넘는 구간으로 들어간다. 열차는 왼쪽으로 크게 곡선을 그리며 히라오카역· 누카타역을 지나고 이번에는 오른쪽으로 커브한다. 두 역 사이의 경사도는 35.7 ‰으로 보통 철도 구조 규칙(2002년 폐지)이 정하는 최대 35‰을 넘었다.
다시, 이 구간에서 열차는 크게 고도를 올려가며, 왼쪽에는 오사카의 오피스 거리와 한신 고속 13 호선 히가시오사카 선, 게이한나선을 내려다 볼 수 있고, 멀리는 오사카 시내의 고층 빌딩 군과 아와지섬도 바라볼 수 있는 날이 있다. 이 구간은 전국에서도 드문 열차에서 야경이 내려다보여 그 아름다움 때문에 야경 전문 사이트에서도 소개되고 있는 정도이다. 이 구간은 한나 도로와 일본 도로 100 선인 구라가리고에나라 가도( 국도 308호선) 등 철도 도로 불문하고 가파른 노선이 많은 것으로 알려져있다. 반대로 별로 알려져 있지 않지만, 이 근처는 쇼와 초기에 개발된 당시의 신흥 주택지이기 때문에, 한신처럼 같은 역사가 있는 고급 주택지가 있다.
이시키리 신사에 참배가 계속되는 이시키리역을 지나자 신 이코마 터널에 들어가 3분 정도 달리면 나라현 이코마시에 들어가 3면 6선의 이코마역에 도착한다. 이 역에서 게이한나선이나 이코마선 열차와 얼굴을 마주한다. 역의 남서쪽에서 이코마 강삭선도 출도착하고있다. 히가시이코마역에서 국도 168호선 (일본)을 건너 게이한나선의 오른쪽으로 나뉘고 신흥 주택가 사이를 진행한다. 나라시에 들어가면 도미오가와 및 나라 현도 7호선 히라카타 야마토코리야마 선을 건너 긴키 대학 (농학부)와 가장 가까운 도미오역을 나오고 난 후 고급 저택 거리에 도착하면 가쿠엔마에역이다. 역전에는 역명과 지역 이름의 유래가 된 데즈카야마 학원이 있다. 아침이나 저녁, 밤은 데즈카야마 학원을 포함한 부근의 학교에 다니는 통학 이용객과 일반 통근객으로 홈이 넘쳐난다.
그리고 아야메이케역 앞의 킨테츠 아야메이케 유원지 터를 왼쪽으로 바라보며, 조금 더 가면 왼쪽에서 교토선이 합류하고 야마토사이다이지역에 도착한다. 야마토사이다이지역은 교토선과 가시하라선 기차가 교차하는 교차점에서 가시하라선을 따라 사이다이지 검차구가 있다. 3면 5선의 구조로, 4번선과 5번선은 홈 사이에 있으며, 가시하라선에서 오사카난바 방면으로의 연락을 이 홈에서 하도록 되어 있다. 긴테쓰나라역 방면에는 인상선이 있다. 역 주변은 긴테쓰백화점과 쇼핑 센터 등 상업 시설이 들어서있다.
야마토사이다이지역을 나오자 마자 헤이조 궁 흔적에 들어가 오른쪽에는 주작문 왼쪽 안쪽에는 복원된 대극전이 정면에는 와카쿠사 산 및 도다이지를 바라볼 수 있다. 국도 24호선나라 바이패스를 건너면 나라 시청을 비롯한 비즈니스 센터 등이 들어서 있는 신오미야역이다. 신오미야역을 나오자마자, 국도 369호선의 아래를 지나는 지하 구간에 들어가 4면 4선의 긴테쓰나라역에 도착한다. 긴테쓰나라역은 JR 나라역에 늘어선 나라 시의 일대 터미널역이며, 여기에서 나라 교통 버스가 많이 운행되고 있다. 나라 현청에도 가깝고, 또한 역에서 동쪽으로 도다이지 대불전과 가스가 다이샤가 있고, 사슴들이 자유롭게 뛰어다니는 나라 공원이 있다.

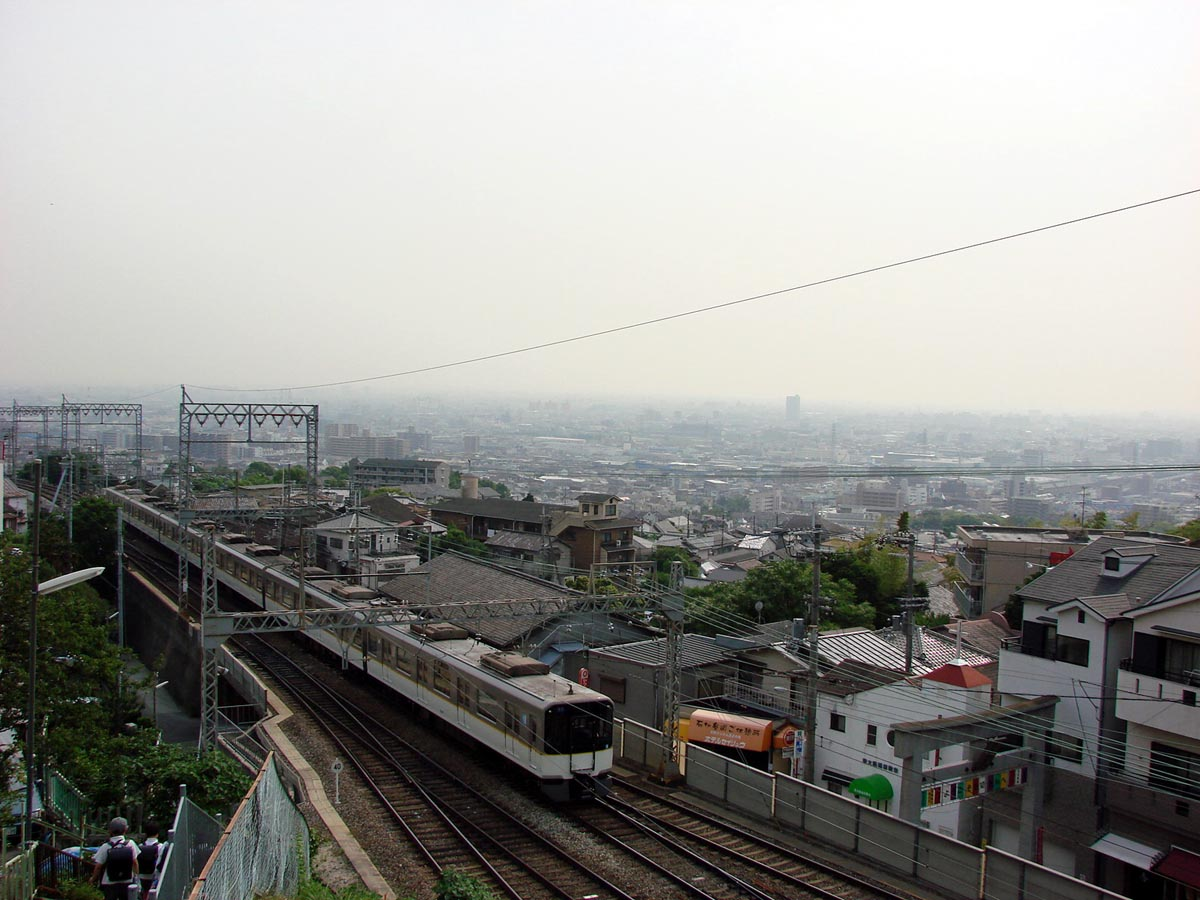
후방에 오사카 히라노가 보인다（2009년 5월 누카타역 - 이시키리역 사이）
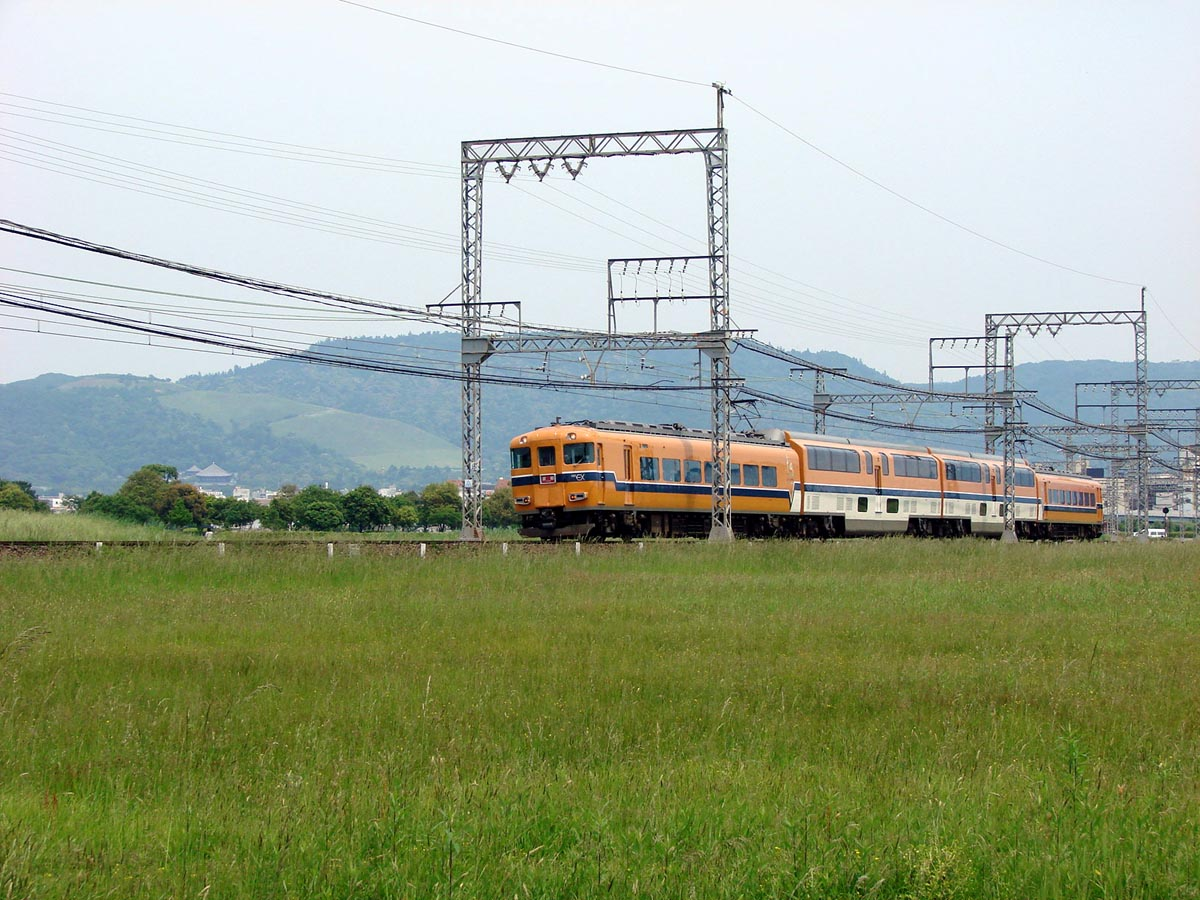
야마토사이다이지역 - 신오미야역 사이에서는 헤이조 궁 터를 횡단한다. 후방에 도다이지가 있다（2009년 5월）

## 역 정보

### 난바선 구간
| 역명             | 일어 역명  | 역 번호 | 로마자 역명          | 역간 거리 | 후세역으로부터의 거리 | 접속 노선 | 소재지   | 소재지   | 소재지   |
| ---------------- | ---------- | ------- | -------------------- | --------- | --------------------- | --- | -------- | -------- | -------- |
| 오사카난바       | 大阪難波   | A01     | Osaka-Namba          |           | 6.1                   | 한신 전기 철도 한신 난바 선 (직통 운행) 오사카 시 교통국 미도스지 선 · 요쓰바시 선 · 센니치마에 선 … (난바 역) 난카이 전기 철도 난카이 본선 · 난카이 고야 선 서일본 여객철도 간사이 본선 (야마토지 선) | 오사카부 | 오사카시 | 주오구   |
| 긴테쓰닛폰바시   | 近鉄日本橋 | A02     | Kintetsu-Nippombashi | 0.8       | 5.3                   | 오사카 시 교통국 사카이스지 선 · 센니치마에 선 · 닛폰바시 역 | 오사카부 | 오사카시 | 주오구   |
| 오사카우에혼마치 | 大阪上本町 | A03     | Osaka-Uehommachi     | 1.2       | 4.1                   | 오사카 시 교통국 다니마치 선 · 센니치마에 선 … 다니마치 9초메 역 | 오사카부 | 오사카시 | 덴노지구 |

### 오사카 선 구간
| 역명             | 일어 역명  | 역 번호 | 로마자 역명      | 역간 거리 | 후세 역으로부터의 거리 | 접속 노선                                                        | 소재지    | 소재지         | 소재지    |
| ---------------- | ---------- | ------- | ---------------- | --------- | ---------------------- | ---------------------------------------------------------------- | --------- | -------------- | --------- |
| 오사카우에혼마치 | 大阪上本町 | A03     | Osaka-Uehommachi |           | 4.1                    | 오사카 시 교통국 다니마치 선 · 센니치마에 선 … 다니마치 9초메 역 | 오사카 부 | 오사카 시      | 덴노지 구 |
| 쓰루하시         | 鶴橋       | A04     | Tsuruhashi       | 1.1       | 3.0                    | 서일본 여객철도 오사카 순환선 오사카 시 교통국 센니치마에 선     | 오사카 부 | 오사카 시      | 이쿠노구  |
| 이마자토         | 今里       | A05     | Imazato          | 1.7       | 1.3                    |                                                                  | 오사카 부 | 오사카 시      | 이쿠노구  |
| 후세             | 布施       | A06     | Fuse             | 1.3       | 0.0                    | 긴키 닛폰 철도 D 오사카 선                                       | 오사카 부 | 히가시오사카시 |           |

### 나라 선 본선 구간
| 역명             | 일어 역명  | 역 번호 | 로마자 역명      | 역간 거리 | 누계 거리 | 접속 노선                                                                    | 소재지    | 소재지          |
| ---------------- | ---------- | ------- | ---------------- | --------- | --------- | ---------------------------------------------------------------------------- | --------- | --------------- |
| 후세             | 布施       | A06     | Fuse             |           | 0.0       | 긴키 닛폰 철도 D 오사카 선                                                   | 오사카 부 | 히가시오사카 시 |
| 가와치에이와     | 河内永和   | A07     | Kawachi-Eiwa     | 0.8       | 0.8       | 서일본 여객철도 오사카히가시 선 … JR 가와치에이와 역                         | 오사카 부 | 히가시오사카 시 |
| 가와치코사카     | 河内小阪   | A08     | Kawachi-Kosaka   | 0.8       | 1.6       |                                                                              | 오사카 부 | 히가시오사카 시 |
| 야에노사토       | 八戸ノ里   | A09     | Yaenosato        | 0.8       | 2.4       |                                                                              | 오사카 부 | 히가시오사카 시 |
| 와카에이와타     | 若江岩田   | A10     | Wakae-Iwata      | 1.7       | 4.1       |                                                                              | 오사카 부 | 히가시오사카 시 |
| 가와치하나조노   | 河内花園   | A11     | awachi-Hanazono  | 0.9       | 5.0       |                                                                              | 오사카 부 | 히가시오사카 시 |
| 히가시하나조노   | 東花園     | A12     | Higashi-Hanazono | 0.6       | 5.6       |                                                                              | 오사카 부 | 히가시오사카 시 |
| 효탄야마         | 瓢箪山     | A13     | Hyotan-yama      | 1.4       | 7.0       |                                                                              | 오사카 부 | 히가시오사카 시 |
| 히라오카         | 枚岡       | A14     | Hiraoka          | 1.3       | 8.3       |                                                                              | 오사카 부 | 히가시오사카 시 |
| 누카타           | 額田       | A15     | Nukata           | 0.7       | 9.0       |                                                                              | 오사카 부 | 히가시오사카 시 |
| 이시키리         | 石切       | A16     | Ishikiri         | 1.1       | 10.1      |                                                                              | 오사카 부 | 히가시오사카 시 |
| 이코마           | 生駒       | A17     | Ikoma            | 4.1       | 14.2      | 긴키 닛폰 철도 C 게이한나 선 · G 이코마 선 · Y 이코마강삭 선 … 토리이마에 역 | 나라현    | 이코마시        |
| 히가시이코마     | 東生駒     | A18     | Higashi-Ikoma    | 1.2       | 15.4      |                                                                              | 나라현    | 이코마시        |
| 도미오           | 富雄       | A19     | Tomio            | 2.3       | 17.7      |                                                                              | 나라현    | 나라시          |
| 가쿠엔마에       | 学園前     | A20     | Gakuemmae        | 1.4       | 19.1      |                                                                              | 나라현    | 나라시          |
| 아야메이케       | 菖蒲池     | A21     | Ayameike         | 1.0       | 20.1      |                                                                              | 나라현    | 나라시          |
| 야마토사이다이지 | 大和西大寺 | A26     | Yamato-Saidaiji  | 2.2       | 22.3      | 긴키 닛폰 철도 B 교토 선 · B 가시하라 선 … (일부직통운전)                    | 나라현    | 나라시          |
| 신오미야         | 新大宮     | A27     | Shin-Omiya       | 2.7       | 25.0      |                                                                              | 나라현    | 나라시          |
| 긴테쓰나라       | 近鉄奈良   | A28     | Kintetsu-Nara    | 1.7       | 26.7      |                                                                              | 나라현    | 나라시          |

## 운행 계통 열차
- 1021계 · 1026계 · 1031계
- 1233계 · 1249계 · 1252계
- 3000계
- 3200계
- 3220계
- 5800계
- 5820계
- 8000계
- 8400계
- 8600계
- 8800계
- 8810계
- 9020계
- 9200계
- 9820계